# Амиџи шоу
Амиџи шоу (изворно AmiG Show) српска је ток-шоу телевизијска емисија чији је аутор и водитељ Огњен Амиџић. Емитује се од 27. септембра 2008. године на каналу РТВ Пинк.

## Формат
Емисија је базирана на хумору, који чини највећи део програмског садржаја. У свакој емисији гостује по неколико личности из јавног живота — музичари, глумци, водитељи, спортисти, књижевници и други. У свакој емисији неко из публике добија награду. Емисија је проглашена за најбољу емисију 2009. године.
Једно време почевши од 12. септембра 2011. су један одељак емисије радили Дарко Митровић и Марко Степановић, тадашњи радијски водитељи Националног разгибавања.